# Dong Jiong
Dong Jiong (董炯S; 20 agosto 1973) è un ex giocatore di badminton cinese.

## Palmarès

### Olimpiadi
- 1 medaglia:
  - 1 argento (Atlanta 1996 nel singolo)

### Sudirman Cup
- 3 medaglie:
  - 3 ori (Losanna 1995; Glasgow 1997; Copenaghen 1999)

### Coppa del mondo
- 1 medaglia:
  - 1 oro (Giacarta 1996 nel singolo)

### Giochi asiatici
- 4 medaglie:
  - 1 oro (Bangkok 1998 nel singolo)
  - 1 argento (Bangkok 1998 a squadre)
  - 2 bronzi (Hiroshima 1994 nel singolo; Hiroshima 1994 a squadre)